# Reventazonia lawsoni
Reventazonia lawsoni är en insektsart som beskrevs av Delong 1926. Reventazonia lawsoni ingår i släktet Reventazonia och familjen dvärgstritar. Inga underarter finns listade i Catalogue of Life.